# Bogn Engiadina Scuol

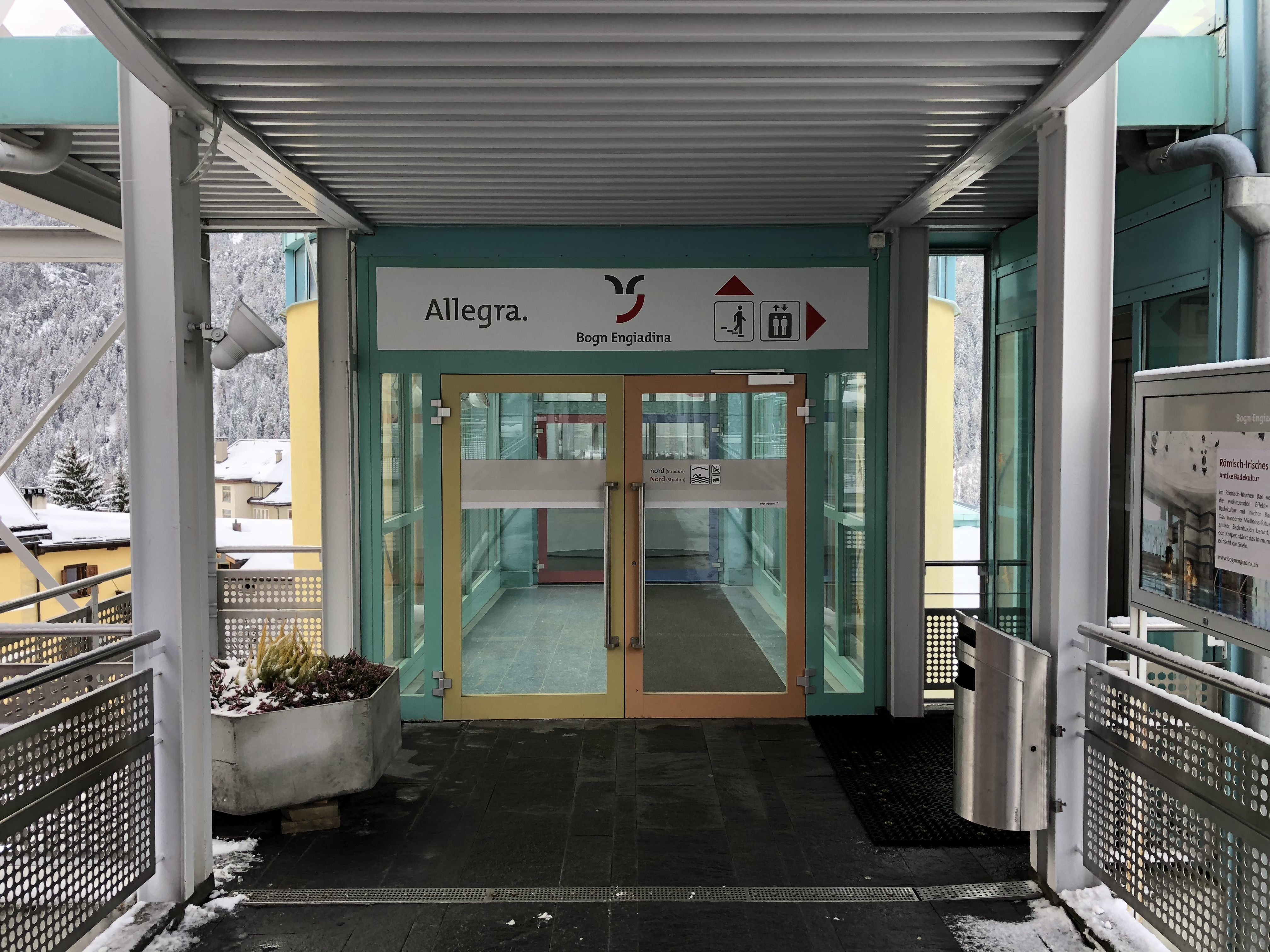
Eingang

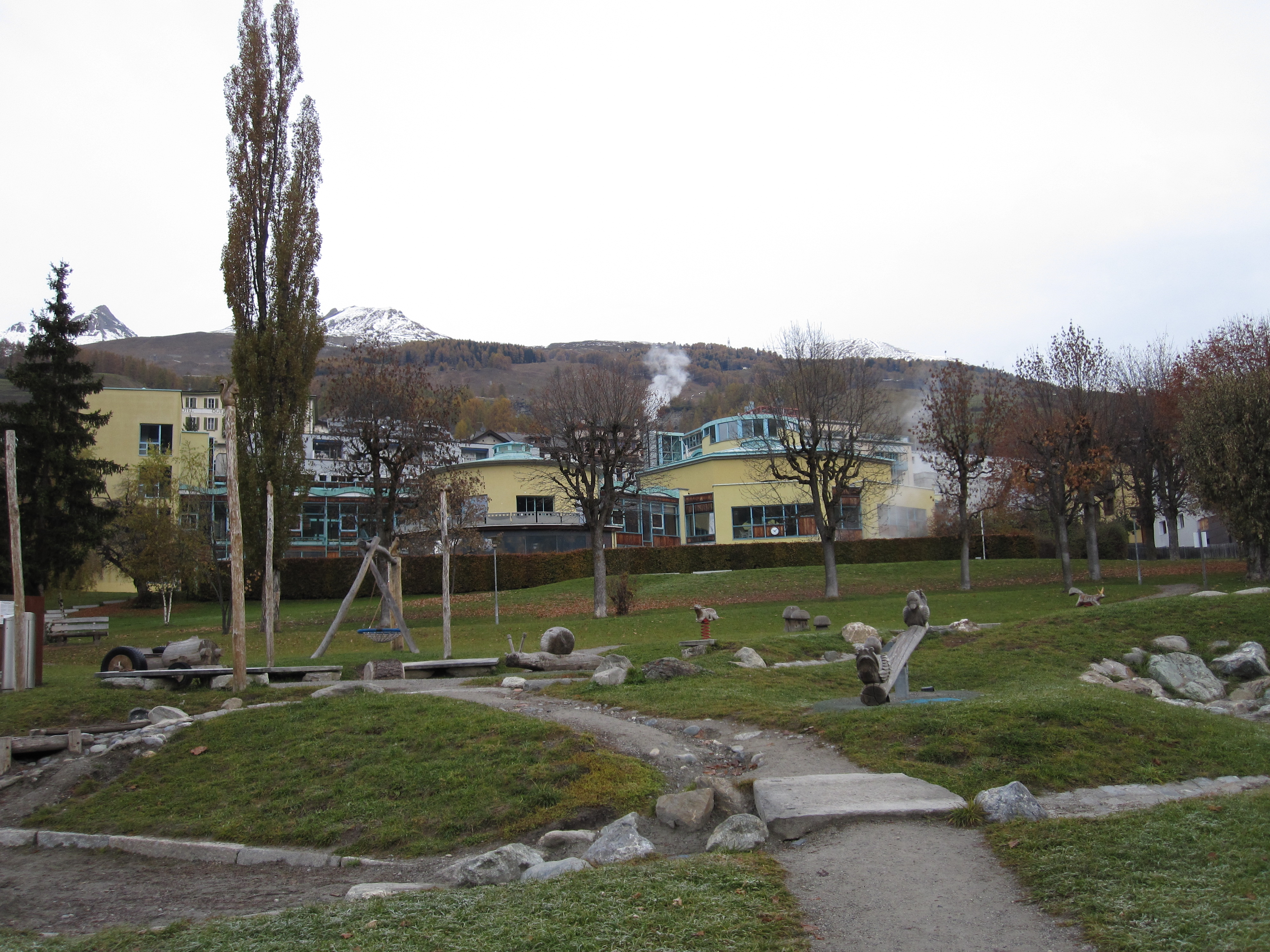
Bogn Engiadina Scuol

Das Bogn Engiadina Scuol (rätoromanisch im Idiom Vallader für Bad Engadin Scuol) ist ein Mineral- und Gesundheitsbad mit Bäder- und Saunalandschaft, Römisch-Irischem Bad und einem Therapie- und Wellnesszentrum. Die grösste Wellnessoase des Engadins liegt in der Mitte des Unterengadiner Hauptortes Scuol.

## Mineralwasserbad
Entgegen der verbreiteten Meinung handelt es sich beim Bogn Engiadina Scuol nicht um ein Thermalbad, sondern um ein Mineral(warm)bad. Nach schweizerischer Definition liegt nämlich erst dann ein Thermalbad vor, wenn das Wasser mit über 20 °C aus dem Boden gefördert wird. In anderen Ländern wie zum Beispiel Italien gilt diese Definition nicht.

## Mineralquellen
In Scuol entspringen ca. 20 Mineralwasserquellen, welche sich in ihren Inhaltsstoffen (Magnesium, Kalzium etc.) untereinander unterscheiden. Zehn Quellen sind zurzeit gefasst (Stand 2008) und werden für Trinkkuren (Heilquellen: Sfondraz, Bonifazius, Lischana und Luzius), Kohlesäuremineralbäder sowie für das Bogn Engiadina Scuol als Schwimmwasser genutzt. Die Quellen verdanken ihr Vorhandensein unter anderem dem geologischen Fenster des Unterengadins, einem Erosionsloch in den höchstgelegenen ostalpinen Deckenstapel des Unterengadins, welches den Einblick in den darunterliegenden, jedoch jüngeren Bündnerschiefer freigibt.
Im Unterengadiner Fenster zwischen den Orten Guarda (Engadin) und Prutz (Tirol) fehlen somit die gasundurchlässigen Gneis- und Granitschichten der eigentlich darüber liegenden ostalpinen Decken. So können Gase aus der Tiefe bis an die Erdoberfläche steigen und zusammen mit Wasser in oberen Schichten eine kohlensäuregesättigte Lösungen bilden, die zur Herauslösung von Mineralien aus dem Gestein führt.
Die schneeweissen Salzausblühungen dem Inn entlang kennzeichnen solche Gasaustrittsstellen. An einigen Orten strömt so viel Gas aus der Erde, dass sich in unmittelbarer Nähe befindendes Kleinleben nach kurzer Zeit stirbt (Mofetten). So entstehen je nach durchflossenem Gestein und Verweildauer im Untergrund Mineralquellen mit sehr unterschiedlichen Zusammensetzungen. Die Mineralquellen treten kalt mit ca. 6–8 °C an die Erdoberfläche. Das Wasser enthält zwischen 1,1 und 17 Gramm Mineralsalz pro Liter. Eine Renaissance erleben aktuell die hoch Kalzium- und Magnesiumhaltigen Quellen.
Erstmals erwähnt wurden die Mineralquellen von Scuol im Jahre 1369. Die Quellen wurden bereits im Mittelalter genutzt. Jedoch erlebte der Bädertourismus im Unterengadin erst mit dem Bau der Talstrasse in der zweiten Hälfte des 19. Jahrhunderts die erste Hochblüte. Teilweise noch bestehende Bauten wie zum Beispiel die Trinkhalle Tarasp oder das Hotel Scuol Palace vermitteln einen Eindruck der damaligen Bäderkultur. Durch den Zweiten Weltkrieg und die damit einhergegangene Wirtschaftskrise sowie die Fortschritte der modernen Medizin verloren die Badekuren an Bedeutung. Scuol wandelte sich in den vergangenen 30 Jahren vom reinen Badekurort zum Ferienort mit Erholungsmöglichkeiten.
Dem Arzt Paracelsus ist es zu verdanken, dass die Quellen von Scuol in ganz Europa bekannt wurden.

## Das Gebäude
Das Gebäude ist ein Materialmix aus Beton, Glas, meist in Pastelltönen lackiertem Metall und naturbelassenem Holz. Ein paar architektonische Elemente, die das Thema Wasser aufgreifen, sind vorhanden, z. B. die wellenförmige Überdachung des Haupteingangs. Dieser liegt auf der Höhe der Hauptstrasse, weitere Eingänge führen über die Tiefgarage und durch angrenzende Hotels.

## Die Badeanlage
Das Bogn Engiadina Scuol wurde im Frühjahr 1993 eröffnet. Die Baukosten betrugen ca. 50 Mio. CHF. Wie bei fast allen öffentlichen Bädern kann auch der Betrieb des Bogn Engiadina Scuol nicht vollständig durch die Einnahmen gedeckt werden. Die jährlichen Unterhaltskosten belaufen sich auf ca. 500’000 CHF. Alleine der Salzverbrauch des Solebeckens verschlingt einen erheblichen Teil der Unterhaltskosten. Die gesamte Badeanlage wird durch intensive Wartungs- und Pflegearbeiten instand gehalten. Die Betreiber versuchen, die Anlage möglichst lange funktionstüchtig und attraktiv zu erhalten, da die Baukosten einer neuen Badeanlage aktuell nicht finanzierbar wären. Das Bogn Engiadina Scuol ist heute eine der touristischen Hauptattraktionen des Unterengadins.
Das Bogn Engiadina Scuol verfügt über eine Warm- und Kaltwassergrotte, Dampfbad (45–47 °C), Solebad, Whirlpool (Heisssprudelbad), Hauptbecken, Solarienwiese, Aussenbecken und Sauna. Die Saunalandschaft beinhaltet eine Biosauna (55–65 °C) mit Licht- und Farbtherapie, eine "normale" Sauna mit 85 °C und eine finnische Sauna mit 95 °C. Die Saunalandschaft verfügt über weitere kleine Becken. Alle diese Badelandschaften sind mit dem Hauptraum verbunden. Der Hauptraum ist in Form eines Achtecks gestaltet und mit einem zentralen Dachfenster verglast. Auf alten aushängenden Prospekten ist zu erkennen, dass die Dachverglasung wohl vollflächiger geplant war, als sie realisiert wurde. In der Mitte des Hauptraumes sind das Hauptbecken und das "Heisssprudelbad" platziert. Das Aussenbecken erlaubt einen Blick auf die Unterengadiner Dolomiten. Das Aufsichtspersonal führt in kurzen und regelmässigen Abständen Kontrollgänge in der gesamten Anlage durch.
Die separate Badelandschaft, das "Römisch-Irische Bad" bietet eine besondere Badezeremonie, welches aus wechselwarmen Dampf- und Kaltwasserbädern und Massagen besteht. Im normalen Eintrittspreis ist die Benutzung des Römisch-Irischen Bades nicht enthalten. Aus Kapazitätsgründen und des speziellen Badeablaufes wegen ist eine Anmeldung per Telefon oder Internet notwendig.
Von Montag bis Freitag findet um 10:30 und 17:00 Uhr Wassergymnastik im Hauptbecken statt, ca. 20 Minuten lang. Die Übungen werden vom Fitnesscenter Andor geleitet.
Im Gebäudekomplex des Bades ist noch das Zentrum für medizinische Wellness, ein Bereich zur Therapie und medizinischer Rehabilitation sowie das Fitnesscenter Andor eingebunden. Das Gebäude verfügt über eine Parkgarage, die von einer externen Firma betrieben wird.

## Die Technik der Badeanlage
Beim Bogn Engiadina Scuol handelt es sich um eine moderne Badeanlage. Bereits zur Planungs- und Bauphase wurde auf einen energiesparenden Betrieb Wert gelegt. So ist im Heizsystem eine Geothermieanlage eingebunden, welche per 2007 zu den grössten Geothermieanlagen Europas zählt. In naher Zukunft wird versucht, den Einsatz der Geothermie weiter zu intensivieren. Dabei soll versucht werden, einen evtl. vorhandenen Wärmeüberschuss wieder in den Boden zur Pufferung zurückzuleiten. Neben der Geothermie – welche ca. 30 % des Energiebedarfs deckt – wird im Bad auch mit der sog. Wärmerückgewinnung gearbeitet. Die Wärmerückgewinnung und die Geothermie erlauben somit die Deckung von ca. 50 % des Energiebedarfs. Der Rest wird über eine Ölheizungsanlage nach Bedarf zugeschossen. Das geförderte Mineralwasser wird kalt gefördert und erst dann mit der Heizanlage nachträglich erwärmt.
Zur weiteren Energieoptimierung wird das Wasser nach Betriebsschluss in Auffangbecken direkt unterhalb der eigentlichen Schwimmbecken abgelassen. Dadurch verringert sich der Wärmeverlust weiter. Zum Betriebsbeginn wird das Wasser dann wieder in die oberen Becken zurückgepumpt.
Die ca. 600’000 Liter Bade(mineral)wasser der Anlage werden durch eine Ozon- und Chloranlage desinfiziert und gereinigt. Dabei wird hauptsächlich auf Ozon gesetzt und das Chlor nur zur Depotdesinfektion zugeführt. Im Bad ist weitestgehend kein Chlorgeruch auszumachen. Der in vielen anderen Schwimmbädern auszumachende typische Chlorgeruch wird nicht direkt durch das Chlor verursacht, sondern entsteht durch die Chlorverbindungen, welche mit den Verunreinigungen im Wasser reagieren.
Regelmässige staatliche Tests bestätigen dem Bad eine sehr gute Wasserqualität. Das Badewasser liegt fast auf Trinkwasserqualität.